# Särkijärvi (sjö i Finland, Norra Karelen, lat 62,22, long 30,08)
Särkijärvi är en sjö i Finland. Den ligger i kommunen Kides i landskapet Norra Karelen, i den sydöstra delen av landet, 400 km nordost om huvudstaden Helsingfors. Särkijärvi ligger 84,8 meter över havet. I omgivningarna runt Särkijärvi växer i huvudsak blandskog. Den är 6,62 meter djup. Arean är 77,8 hektar och strandlinjen är 4,42 kilometer lång. Sjön  ingår i Vuoksens huvudavrinningsområde. 